# Stazione di Ponte Roma
La stazione di Ponte Roma (in tedesco Rombrücke) era una fermata ferroviaria posta sulle linee Bolzano-Merano e Bolzano-Caldaro a servizio del centro abitato di Bolzano.

## Storia
La fermata venne inaugurata il 5 ottobre 1881 quale impianto della ferrovia Bolzano-Merano, a cura della Bozen Meraner Bahn (BMB), originaria società di gestione della linea.
Il 16 dicembre 1898 venne inaugurata la ferrovia Bolzano-Caldaro, gestita dalla Eisenbahn Tirols ed elettrificata nel 1911 alla tensione continua di 1200 V dopo che nel 1903 tale sistema, alla tensione di 650 volt, era stato adottato nel tratto terminale di collegamento con la funicolare della Mendola.
Il 1 luglio 1906 la Bolzano-Merano, e con essa la fermata di Ponte Roma, passò in carico allo Stato in concomitanza con l'apertura della ferrovia Merano-Malles, primo tratto di un mai realizzato collegamento internazionale per il Passo Resia e la relativa gestione venne dunque affidata alla Kaiserlich-königliche österreichische Staatsbahnen (KkStB).
Al termine della prima guerra mondiale, con il passaggio dell'Alto Adige dall'Austria all'Italia, l'esercizio delle due linee passò in carico alle Ferrovie dello Stato alle quali, nel 1923, sulla sola Bolzano-Caldaro subentrò la neocostituita Società Anonima Ferrovia Transatesina (SAFT).
Nel 1935 le FS procedettero all'elettrificazione della linea per Merano alla tensione trifase di 3600 volt, imponendo l'adozione di una terza rotaia laterale a servizio dei treni impegnati nella prima relazione, impianto che caratterizzava il binario della fermata; nel 1952 la linea aerea di alimentazione venne convertita al sistema in tensione continua di 3000 volt.
Il 1º gennaio 1960 alla SAFT subentrò la Società per Azioni Ferrovia del Renon nell'esercizio della linea per Caldaro che già nell'agosto 1963, in considerazione del cattivo stato di rotabili e impianti, cessò il servizio passeggeri sostituendolo con autocorse; la fermata continuò ad essere percorsa dai treni merci fino al 28 giugno 1971.
Il servizio per Merano continuò fino al 1980, anno in cui venne aperta la variante della Bolzano-Merano costruita più a est rispetto al tracciato originale, allo scopo di evitare due passaggi a livello; l'ex fabbricato viaggiatori venne demolito negli anni seguenti.